# Magyar Állam (1849)
A Magyar Állam, vagy korabeli, régies megnevezésén Magyar Álladalom, (a köznyelvben maradt Magyar Királyság vagy Magyarország) egy, a Habsburg Birodalomtól független állam volt az 1848–49-es forradalom és szabadságharc idején. Végül a cári Oroszország beavatkozása miatt a forradalom és szabadságharc elbukott és a Magyar Állam megszűntével a Magyar Királyság még további 17 évre az Osztrák Birodalom tartományi rangjára süllyedt, önálló rendelkezés nélkül. A „népnemzet” újkori fogalma alapján a reformkor és a szabadságharc küzdelmei, majd a szabadságharc bukását követő passzív ellenállás közösségkovácsoló évtizedei során alakult ki végleg a mai magyar nemzet.

## Előzmények
Mivel a schwechati csatavesztés után, az országgyűlés nem tartotta megoldhatónak Pest-Buda védelmét, így a főváros visszafoglalásáig 1849. január elejétől május 31-éig Debrecenben ülésezett az országgyűlés. Miközben folytak a fegyveres harcok, Debrecenben sorsdöntő politikai elhatározás született meg. A magyar országgyűlésnek méltó választ kellett adni az olmützi alkotmányra. Az 1849. április 14-én a debreceni Nagytemplomban ülésező kibővített országgyűlés történelmünkben másodszor mondta ki a Habsburg-ház trónfosztását. Ugyanezen a napon Kossuth Lajost kormányzó elnökké választották. A függetlenségi nyilatkozat lehetőséget adott arra, hogy Magyarországon a törvényes hatalom helyreálljon. Az újra megalakult kormány miniszterelnöke Szemere Bertalan lett.

## A tavaszi hadjárat
A dicsőséges tavaszi hadjárat jelképesen 1849. április 2-ától május 21-ig tartott, melynek során a magyar honvéd seregek óriási, ám nem teljes katonai sikereket értek el. A terv a császári csapatok bekerítése és Komárom felmentése volt.

## Kormányzat

### Államfői
| # | Portré | Államfő                                                                          | Hivatal kezdete     | Hivatal vége        |
| - | ------ | -------------------------------------------------------------------------------- | ------------------- | ------------------- |
| 1 |        | udvardi és kossuthfalvi Kossuth Lajos, Magyarország kormányzó–elnöke (1802–1894) | 1849. április 19.   | 1849. augusztus 11. |
| 2 |        | görgői és toporci Görgei Artúr, Magyarország teljhatalmú vezére (1818–1916)      | 1849. augusztus 11. | 1849. augusztus 13. |

### Kabinet
A kabinet az alábbi kormánytagokból állt:
| Tisztség                                          | Miniszter                               | Miniszter                                                           | Hivatal kezdete            | Hivatal vége               | Párt           | Párt |
| ------------------------------------------------- | --------------------------------------- | ------------------------------------------------------------------- | -------------------------- | -------------------------- | -------------- | ---- |
| Miniszterelnök                                    |                                         | szemerei Szemere Bertalan                                           | 1849. május 2.             | 1849. augusztus 11.        | Ellenzéki Párt |      |
| Belügyminiszter                                   |                                         | szemerei Szemere Bertalan                                           | 1849. május 2.             | 1849. augusztus 11.        | Ellenzéki Párt |      |
| Külügyminiszter                                   |                                         | németújvári gróf Batthyány Kázmér                                   | 1849. május 2.             | 1849. augusztus 11.        | Ellenzéki Párt |      |
| Földművelés-, ipar- és kereskedelemügyi miniszter |                                         | németújvári gróf Batthyány Kázmér                                   | 1849. május 2.             | 1849. augusztus 11.        | Ellenzéki Párt |      |
| Pénzügyminiszter                                  |                                         | Duschek Ferenc                                                      | 1849. május 2.             | 1849. augusztus 11.        | Független      |      |
| Igazságügy-miniszter                              |                                         | berekszói Vukovics Sebő                                             | 1849. május 2.             | 1849. augusztus 11.        | Ellenzéki Párt |      |
| Hadügyminiszter                                   |                                         | Ideiglenesen pacséri Mészáros Lázár altábornagy (1796–1858)         | 1849. április 14.          | 1849. április 28.          | Békepárt       |      |
| Hadügyminiszter                                   |                                         | Ideiglenesen Damjanich János vezérőrnagy (1804–1849)                | 1849. április 28.          | 1849. április 28.          | Hadsereg       |      |
| Hadügyminiszter                                   |                                         | Ideiglenesen pacséri Mészáros Lázár altábornagy (1796–1858)         | 1849. április 28.          | 1849. április 30./május 6. | Békepárt       |      |
| Hadügyminiszter                                   |                                         | Görgei Artúrt helyettesíti Klapka György honvédtábornok (1820–1892) | 1849. április 30./május 6. | 1849. május 26.            | Hadsereg       |      |
| Hadügyminiszter                                   |                                         | görgői és toporci Görgei Artúr altábornagy (1818–1916)              | 1849. május 26.            | 1849. július 7.            | Hadsereg       |      |
| Hadügyminiszter                                   | Üres 1849. július 7. – 1849. július 14. |                                                                     |                            |                            |                |      |
| Hadügyminiszter                                   |                                         | Aulich Lajos vezérőrnagy (1792–1849)                                | 1849. július 14.           | 1849. augusztus 11.        | Hadsereg       |      |
| Vallás- és közoktatásügyi miniszter               |                                         | Horváth Mihály püspök                                               | 1849. május 2.             | 1849. augusztus 11.        | Független      |      |
| Közmunka- és közlekedésügyi miniszter             |                                         | Csány László                                                        | 1849. május 2.             | 1849. augusztus 11.        | Ellenzéki Párt |      |

## Nemzetiségek a Magyar Államban

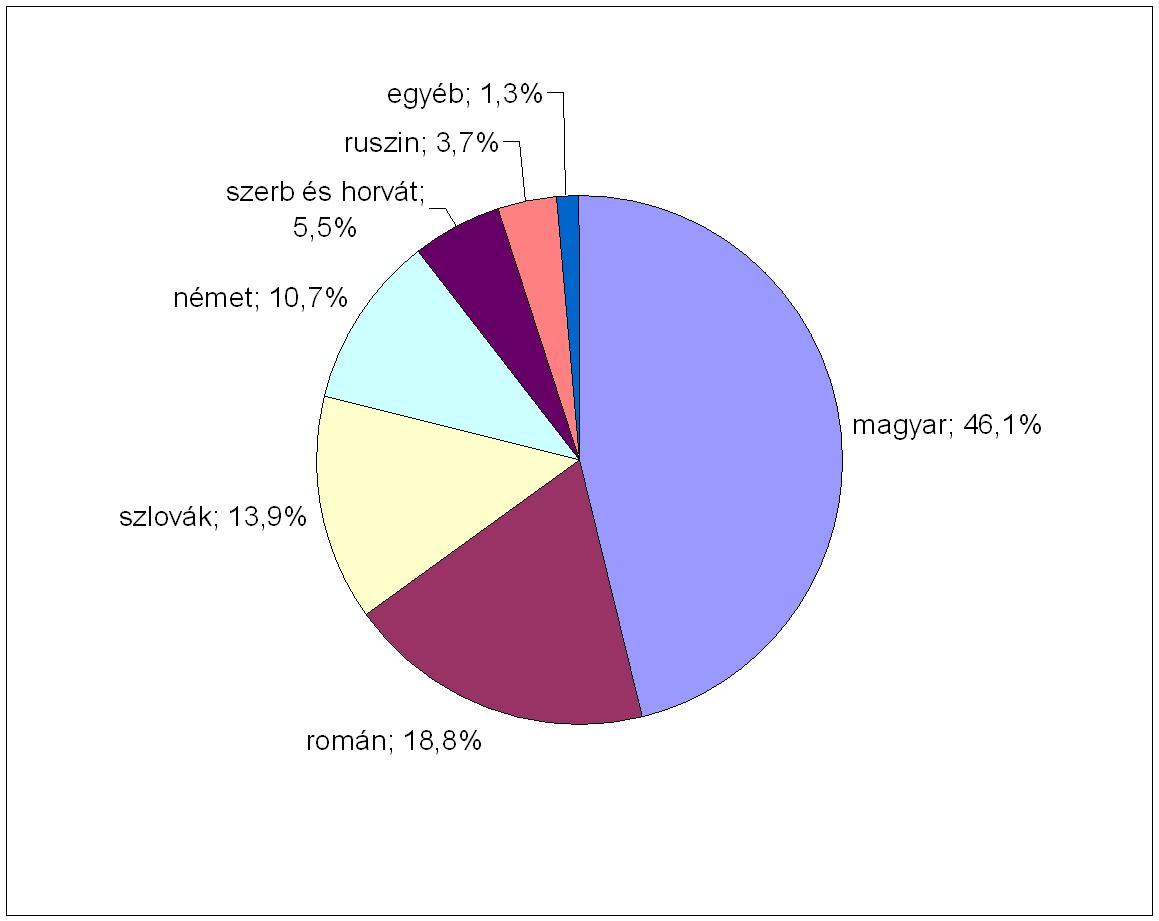
Nemzetiségek aránya Magyarországon (Erdéllyel együtt, de Horvátország nélkül) az 1840-es évek elején

Magyarország népességének többségét a 19. században már régóta a nem magyar nemzetiségű lakosság adta. A legnépesebb nemzetiségek a románok, németek, szlovákok, szerbek, horvátok és ruszinok voltak. Ezen nemzetiségek különbözőképpen, általában nem is egységesen viszonyultak az 1848-as magyar forradalomhoz és az azt követő szabadságharchoz. Erdélyt leszámítva, ahol a románok és a szászok a Magyarországgal való egyesüléstől addigi egyenjogúságuk elvesztését féltették, kezdetben általában támogatták a forradalom és az áprilisi törvények vívmányait. Később azonban a nemzetiségiek egy része különböző okok miatt szembefordult a magyar szabadságharccal, hozzájárulva annak végső vereségéhez.
Egy részük az 1848-as forradalom hatására elérkezettnek látta az időt saját nemzeti önállóságuk, vagy legalábbis részleges autonómiájuk eléréséhez. A magyar kormányzat a politikai nemzet elvének értelmében megtagadta az autonómiát, és így az udvar a magyar szabadságharc ellen fordíthatta őket. Másik részük a jobbágyfelszabadítás ellenére megmaradó paraszti elégedetlenségekből kiindulva fordult a hatalom, vagyis Magyarországon a magyarság ellen. Fontos azonban megjegyezni, hogy voltak nemzetiségek, amelyek végig kitartottak a magyar ügy mellett, így például a ruszinok, szlovénok, dunamenti svábok és bunyevácok.

## Megszűnése
A Császári hadsereg megalázó vereségei és a magyarországi események menete arra kényszerítette a bécsi udvart, hogy elfogadja azt a segítséget, amelyet I. Miklós orosz cár a Szent Szövetség értelmében nyújtott. Az osztrák-orosz szövetség május vége előtt elkészült a közös kampánytervvel. Az osztrák főparancsnoknak, Haynau tábornoknak nyugatról, az orosz Paskevics tábornagynak északról kellett megtámadnia Magyarországot, fokozatosan körülvéve a királyságot, majd a Tisza közepén egy döntő csapással az üzlet végére haladva. A magyarok most is jobban megosztottak egymás között, mint valaha, hadjárati terv még nem készült, nem jelöltek ki főparancsnokot a Kossuth leváltott Görgei helyére. Haynau első győzelmei (június 20–28.) véget vetettek határozatlanságainak. 
Július 2-án a magyar kormány elhagyta Pest-Budát és fővárost előbb Szegedre, végül Aradra helyezte át. Az Orosz Birodalmi Hadsereg ekkorra már a Tisza felé haladt. Kossuth ismét a bátor, de nem hatékony Dembinskit nevezte ki főparancsnoknak, akit seregével együtt legyőztek augusztus 9-én Temesváron. Ez volt a szabadságharc utolsó nagy csatája. A végső katasztrófa innen már elkerülhetetlen volt. Görgei, akit a pánik sújtotta kormány két nappal korábban Magyarország teljhatalmú vezérének nevezett ki, 1849. augusztus 13-án Világosnál letette a fegyvert Theodor von Rüdiger orosz tábornok előtt. Példáját követte a többi hadtest és az összes vár. Utolsóként kapitulált (szeptember 27-én) a Klapka György által hősiesen védett komáromi erőd.
Kossuth és társai, akik augusztus 10-én hagyták el Aradot, oszmán területeken kerestek menedéket. A szabadságharcot leverték. Batthyány Lajost és mintegy 100 embert kivégeztek. Ezek közül a 13 Aradi vértanú kivégzése vált híressé, melyről minden október 6-án megemlékezünk, mint nemzeti gyásznap. Nőket nyilvánosan ostoroztak, a kormány pedig betiltotta a nyilvános összejöveteleket, a színházi előadásokat, a népviselet és a Kossuth-féle szakáll viselését.